# Kekai Kotaki
Kekai Kotaki (Isola di Hawaii, ...) è un illustratore statunitense di origini hawaiane e giapponesi.

## Biografia
Nato a Big Island (Hawaii), sin da piccolo manifesta grande interesse per le arti grafiche.
Trasferitosi a Seattle (Washington) nel 2000 decide di frequentare studi artistici presso l'Art Institute of Seattle, dove consegue il diploma specializzandosi in Animazione e Design. Questo gli permette di immettersi nel mondo dei videogiochi online, trovando lavoro presso ArenaNet, casa statunitense produttrice tra gli altri di Guild Wars.
Kekai diviene così Concept Artist e, cinque anni più tardi, Concept Artist di Guild Wars 2.

## Esperienze
- ArenaNet
- Wizards of the Coast
- Tor Books
- Blur
- DC Comics
- Fantasy Flight Games
- Paizo
- Phoenix Age
- ROBOT Communications
- ImagineFX
- Macmillan
- Fantom Print
- Eclipse Publishing
- Ballistic Publishing
- Brilliance Audio
- K2 Snowboarding.

## Pubblicazioni e Premi
- Gold Award - Concept Art, Riven Earth
- Master Award, Charr Canon
- Excellence Award, Cowboy vs Sandworms
- Silver Award - Concept Art, Snow Battle
- Into the Pixel 2010
- 1 piece selected, Kodan Attack
- Into the Pixel 2009
- 1 piece selected, Snow Battle
- Into the Pixel 2008
- 1 piece selected, Tyrantula
- Excellence Award, Slayer
- Excellence Award, Jora
- Excellence Award, Balthazar
- Digital Art Masters 5, Cowboy vs Sandworms
- Digital Art Masters 4, Warband
- The Art of Games 2009 Collection
- Fantasy 2 Best Artworks of CG Artists
- ImagineFX 41, Cover art, Interview and Tutorial
- The Art of Guild Wars 2
- The Art of Guild Wars: Nightfall
- The Art of Guild Wars: Factions
- The Art of Guild Wars